# أوتشي هنري أغبو
أوتشي هنري أغبو (بالإنجليزية: Henry Uche Agbo)‏ هو لاعب كرة قدم نيجيري في مركز الوسط، ولد في 4 ديسمبر 1995 في كانو في نيجيريا. شارك مع منتخب نيجيريا تحت 20 سنة لكرة القدم ومنتخب نيجيريا لكرة القدم. أما مع النوادي، فقد لعب مع جوث ونادي أودينيزي ونادي إنييمبا إنترناشونال ونادي غرناطة.

## وصلات خارجية
- أوتشي هنري أغبو على موقع الاتحاد الأوربي (الإنجليزية)
- أوتشي هنري أغبو على موقع قاعدة بيانات كرة القدم.إي يو (الإنجليزية)
- أوتشي هنري أغبو على موقع Soccerway.com (الإنجليزية)
- أوتشي هنري أغبو على موقع عالم كرة القدم.نت (الإنجليزية)
- أوتشي هنري أغبو على موقع AS.com (الإسبانية)